# Anarchizm na Kubie

## Historia

### XIX wiek
Początki ruchu anarchistycznego na Kubie sięgają połowy XIX wieku, gdy Kuba była jeszcze częścią hiszpańskiego imperium kolonialnego. Społeczeństwo było mocno uwarstwione, istniało niewolnictwo, a wielu przedstawicieli najbogatszych warstw pochodziło z hiszpańskiego reżimu kolonialnego.
Pierwszą kubańską formacją anarchistyczną było proudhonowskie stowarzyszenie mutualistów. W latach 60. XIX wieku w Hiszpanii zaczęły powstawać pierwsze oddolne organizacje kolektywistyczne i pracownicze. Pod wpływem hiszpańskiego ruchu zaczął rozwijać się kubański i w 1865 roku powstała gazeta „La Aurora”, propagująca kolektywizm wśród pracowników przemysłu tytoniowego. Po wybuchu antykolonialnego powstania na Kubie w 1868 roku rozpoczęła się Wojna 10-letnia, w trakcie której Kuba ogłosiła niepodległość od Hiszpanii, jednak ostatecznie wojna została przegrana. W tym czasie na wyspie pojawili się różni buntownicy z innych części świata. Dodatkowo zjechali na nią anarchiści i buntownicy uciekający z Francji po upadku Komuny Paryskiej, propagujący kolektywizm i wolnościowy komunizm.
Rozwój kubańskiego anarchizmu nabrał rozpędu po zakończeniu wojny i zniesieniu niewolnictwa w latach 80. XIX wieku, kiedy to zacieśniły się związki między hiszpańskim a kubańskim ruchem anarchistycznym i zaczęły powstawać pierwsze anarchistyczne syndykaty, takie jak Rzemieślnicza Rada Centralna w Hawanie czy koła zrzeszające robotników pracujących przy produkcji cygar, maszyn drukarskich itd. Pierwszymi liczącymi się formacjami anarchistycznymi na wyspie były „La Alianza Obrera” oraz powstała w 1885 roku Federacja Pracowników Tytoniowych, przekształcona w 1985 roku w Kubańską Konfederację Pracy (CTC) – pierwszą kubańską konfederację anarchosyndykalistyczną. Od tego czasu anarchiści zdobyli duże znaczenie wśród robotników, czego wyrazem było uchwalenie przez Kongres Robotników w 1892 roku uchwały głoszącej, że wyzwolenie klasy robotniczej nie nastąpi aż do chwili ustanowienia rewolucyjnego socjalizmu. Nie umknęło to uwadze władz, które już rok później wprowadziły antyanarchistyczne zapisy prawne.

### Początek XX wieku
Kubańscy anarchiści aktywnie zaangażowali się w walkę niepodległościową, widząc w niej – oprócz możliwości walki z imperializmem – również szansę na stworzenie nowego społeczeństwa. Po objęciu Kuby w wyniku wojny amerykańsko-hiszpańskiej amerykańskim protektoratem, władze kontynuowały politykę wrogą wobec anarchistów. Mimo to, rozwój ruchu trwał prężnie, zwłaszcza wśród pracowników przemysłu tytoniowego, którzy w 1902 roku zorganizowali pierwszy od czasu odzyskania niepodległości strajk generalny, znany jako „strajk praktykantów” i brutalnie spacyfikowany przez władze przy wsparciu amerykańskich żołnierzy, w wyniku czego śmierć poniosło 20 robotników. W następnych latach przez Kubę przetoczyła się fala kolejnych strajków, w których znaczącą rolę odgrywali anarchosyndykaliści.
W tym okresie nastąpił szybki rozwój kubańskiego ruchu anarchistycznego. Wydawane przez niego pisma skupiały wokół siebie najważniejszych intelektualistów hiszpańskich oraz kubańskich. Jednym z takich pismo był anarchistyczny tygodnik Tierra! (Ziemia!), który odegrał znaczącą rolę w trakcie strajku kolejarzy domagających się wprowadzenia ośmiogodzinnego dnia pracy w 1907 roku, równolegle wspierając bojkot produktów z Argentyny. Po rewolucji październikowej strajki przybrały na sile. Zaczęto domagać się również legalizacji syndykatów, podwyżek oraz przeciwdziałania wysokim kosztom życia czy niedoborom podstawowych dóbr. W odpowiedzi represje władzy uległy nasileniu, a obcokrajowi anarchiści zaczęli być deportowani. Pomimo niesprzyjających warunków anarchiści zdominowali w tym czasie ruch robotniczy na Kubie. Nie byli w stanie jednak utworzyć ogólnokrajowej organizacji związkowej, w wyniku czego mieli coraz większe trudności z konkurowaniem z rosnącym w siłę ruchem komunistycznym. W wyniku przeprowadzonych pomiędzy 1918 a 1919 rokiem strajków i zamachów na śmierć skazanych zostało wielu czołowych działaczy anarchistycznych, a niektórzy padli ofiarami potajemnych morderstw.
W latach 20. na Kubie wybuchł kryzys, którego kosztami została obciążona klasa robotnicza – m.in. przez drastyczne obniżenie płac. Spowodowało to kolejne strajki, jednak miały one niemal wyłącznie charakter spontaniczny i niezorganizowany, przez co sukces odniosły jedynie nieliczne z nich. Wkrótce kubańskie władze, w obliczu groźby amerykańskiej inwazji na wyspę, przekazały stronie amerykańskiej listę znanych jej działaczy i związków anarchistycznych oraz zlikwidowały anarchistyczne pisma czy też założone w 1917 roku w Hawanie Centrum Robotnicze (Centro Obrero), będące najważniejszym ośrodkiem anarchistycznym na wyspie oraz głównym inicjatorem akcji strajkowych i bojkotów.
W 1924 roku przez kraj przelała się fala strajków. Umocniła ona tendencje scaleniowe w kubańskim ruchu robotniczym, w efekcie doprowadzając do utworzenia w sierpniu 1925 roku Confederacioń Nacional Obrera de Cuba (CNOC) – ogólnonarodowej organizacji związkowej, do której przystąpiło około 200 tysięcy członków zrzeszonych w 128 związkach zawodowych. Od początku był on zdominowany przez anarchistów, co odbiło się na przyjętych przezeń założeniach. Równolegle prowadzili oni działania na rzecz zjednoczenia samego ruchu anarchistów na Kubie, w wyniku czego w 1924 roku powstała Federacja Organizacji Anarchistycznych na Kubie (Federaciȯn de Grupos Anarcquisto de Cuba), zrzeszająca organizacje z różnych nurtów anarchizmu. Obydwa wydarzenia zbiegły się w czasie z wyborem nowego prezydenta Kuby, Gerardo Machado.
Nowy prezydent, pomimo kreowania prorobotniczego i prosocjalnego wizerunku w trakcie kampanii wyborczej, bardzo szybko wzmógł prześladowania działaczy związkowych, które wkrótce przerodziły się w otwarty atak. Wstępem do nagonki na środowisko anarchosyndykalistów były fałszywe oskarżenia o zatrucie piwa, jakie postawiono wobec działaczy anarchosyndykalistycznego związku browarniczego SIF („Sindicato de la Industria Fabril”). Użyto ich jako pretekstów do masowych zatrzymań i deportacji, po których nastąpiły niezwykle brutalne pacyfikacje strajków dokonywane przez wojsko oraz morderstwa liderów związkowych. Jednocześnie utworzono państwowy związek zawodowy o nazwie Union Federativa Obrera Nacional (UFON, Zjednoczona Narodowa Federacja Pracy), zmuszając dotychczas istniejące związki do zejścia do podziemia. Mimo tych wszystkich działań, władzom nie udało się odciągnąć kubańskich robotników od anarchizmu i ruch wciąż działał, tworząc również nowe syndykaty (jak skupiający chłopów oraz robotników rolnych Sindicato General de Trabajadores de San Cristobal w Pinar del Río).

### Reżim Batisty
Na początku 1930 roku z inicjatywy CNOC, mimo prób zapobiegnięcia podejmowanych przez reżim Machado polegających m.in. na aresztowaniach liderów związkowych, w Hawanie wybuchł strajk generalny, na 24 godziny paraliżując całe miasto. Doprowadziło to do spotkania Machado z delegacją CNOC 20 marca tego samego roku, która zapewniła o pokojowym charakterze wystąpień i przedstawiła dyktatorowi żądania. Rozpoczęło to kolejną falę strajków w 1930 i 1931 roku, której zwieńczeniem był 15-tysięczny strajk pracowników branży tytoniowej, trwający 108 dni. W tym samym czasie doszło do uzwiązkowienia branży cukierniczej przez anarchosyndykalistów i komunistów.
W 1933 roku wybuchł poparty niemal przez wszystkie związki strajk kierowców autobusów. Następnie zorganizowane zostały dwa strajki generalne: przez komunistyczny syndykat kierowców autobusów oraz anarchistyczny syndykat motorniczych, po czym CNOC wezwało wszystkich kubańskich robotników do strajku generalnego, który na początku sierpnia zaczął rozszerzać się na całą wyspę. W tym czasie PCC najpierw 3 sierpnia wezwało zarówno do strajku, jak i walki z anarchistami i reformistami, a następnie zawarła porozumienie z Machado (niezrealizowane). W odpowiedzi na te działania Federacja Grup Anarchistycznych w specjalnie wydanej deklaracji zarzuciła komunistom zdradę oraz opisywała atak komunistów na anarchistów, który przerwała dopiero interwencja wojska.
Trwające od dłuższego czasu walki zdestabilizowały państwo oraz postawiły siły porządkowe oraz armię w stanie rozkładu, stwarzając szansę na dokonanie rewolucji społecznej, wskutek czego niemal wszystkie zakłady cukrowe zostały przejęte i objęte kontrolą przez robotników. W owym czasie przemysł cukrowy był dominującą gałęzią gospodarki na wyspie. Przy tym był on zależny od wielu zewnętrznych czynników i przez to niestabilny, jednak działania komunistów i anarchistów doprowadziły do tego, że jego pracownicy byli najlepiej zorganizowaną branżą w całym kubańskim ruchu robotniczym, a większość z nich należała do związków. Strajki zainicjowane przez nich w sierpniu 1933 roku wkrótce objęły całą branżę, doprowadzając do przejęcia kontroli nad 120 zakładami, trwającej do października 1933. Szybko jednak zaczęto je zwracać właścicielom i negocjować podwyżki oraz różne ustępstwa i przywileje. Po niedługim czasie ponownie doszło do konfliktów między pracodawcami a robotnikami.
W tym czasie powstał już nowy rząd Mendiety-Batisty. W lutym 1934 skierował rozpoczął on kampanię przeciwko robotnikom. Z drugiej strony, pragnąc zapewnić spokój społeczny, wprowadził szereg ustaw socjalnych. Na skutek rosnących wpływów anarchosyndykalistów przywrócił on represje wobec nich, zwieńczone pacyfikacją strajku generalnego w 1935 roku, w wyniku której do więzień trafiły tysiące działaczy, a setki zostały poddane deportacji. Mimo to, w powstałym w wyniku porozumienia między Batistą a komunistami i będącym pod ich formalnym nadzorem związku CTC (Confederacioń de Trabajadores de Cuba) istniało silne skrzydło anarchosyndykalistyczne. Powstała również młodzieżówka anarchistyczna – Jeventud Libertaria de Cuba, a po upadku hiszpańskiej rewolucji społecznej utworzono organizację Solidaridad Internacional Antifasicista, mającą na celu wspieranie walczących w Hiszpanii.
Po uchwaleniu nowej konstytucji w 1940 roku kubańscy anarchiści utworzyli ALC (Asociación Libertaria de Cuba), którego głównym zadaniem była pomoc powracającym weteranom wojny domowej w Hiszpanii. Najważniejszym wydarzeniem tego okresu, było zorganizowanie w hali siedziby Związku Tynkarzy z Hawany kongresu anarchistycznego w 1944 roku pod nazwą „Primer Congreso National Libertaria”, podczas którego podjęto decyzję o przywróceniu ruchowi dawnej, prężnej formy. Po II wojnie światowej, gdy Batista odsunął od siebie komunistów, anarchiści korzystając z opinii ruchu nieskazanego współpracą z reżimem wykorzystali powstałą sytuację do objęcia kontrolą licznych syndykatów.

## Anarchizm na Kubie dziś
W latach 50. anarchiści uczestniczyli w walkach partyzanckich z reżimem Batisty podczas rewolucji kubańskiej. Mimo to, zaledwie kilka dni po przejęciu władzy, Fidel Castro wyrzucił z CTC wszystkich anarchosyndykalistów, w odpowiedzi na co ALC oskarżyło nowy rząd o brak rewolucyjności. Wkrótce wszystkie anarchistyczne publikacje na wyspie zostały ocenzurowane.
Pomimo represji, środowiska odwołujące się do myśli anarchistycznej na Kubie przetrwały. Próbowano kilkukrotnie organizować niezależne inicjatywy, nie nazywając ich anarchistycznymi, jednak ich inicjatorzy szybko byli więzieni przez reżim (jak np. w przypadku tzw. „grupy Zapaty”).
Obecne na Kubie istnieje tylko jedna podziemna organizacja odwołująca się do idei anarchistycznych – Movimento Libertario Cubano. Oprócz tego, z pomocą anarchistów z innych krajów, na Kubie ukazuje się jedno czasopismo wolnościowe pod tytułem „Cuba Libertaria”.